# Ruta 802 (Costa Rica)
La Ruta 802, oficialmente Ruta Nacional Terciaria 802, es una ruta nacional de Costa Rica ubicada en la provincia de Limón.

## Descripción
En la provincia de Limón, la ruta atraviesa el cantón de Limón (el distrito de Matama).